# Oficerska Szkoła Piechoty nr 3 (1945–1947)
Oficerska Szkoła Piechoty Nr 3 (OSP Nr 3) - szkoła ludowego Wojska Polskiego kształcąca kandydatów na oficerów piechoty.

## Historia szkoły
Na podstawie rozkazu Nr 41/Org. Naczelnego Dowódcy Wojska Polskiego z dnia 6 października 1944 roku rozpoczęto formować Kursy Chorążych 3 Armii Wojska Polskiego. Kursy miały być zorganizowane w opraciu o sowiecki etat Nr 017/527 kursów młodszych lejtnantów armii (ros. Армейские курсы младших лейтенантов). Stan zmiennym miał liczyć 986 kursantów. Komendantem kursów został pułkownik Zygmunt Cšadek, jego zastępcą podpułkownik Zubieczko, a dyrektorem nauk major Sylwanowicz. Szkoła otrzymała numer poczty polowej „84013”.
25 października 1944 roku „Szkoła Chorążych 3 Armii” znajdowała się w stadium organizacji. Na podstawie rozkazu Nr 59/Org. Naczelnego Dowódcy Wojska Polskiego z dnia 15 listopada 1944 roku w sprawie zaprzestania organizacji 3 armii „kursy podchorążych 3 armii przekazano do dyspozycji dowódcy 2 armii” i przeniesiono w rejon Kąkolewnicy, a 2 lutego 1945 roku do Tomaszowa Mazowieckiego. 30 listopada 1944 roku dowódca 3 Armii WP, generał dywizji Karol Świerczewski zameldował Naczelnemu Dowódcy Wojska Polskiego, że z rozformowywanych dywizji piechoty (11 i 12) zostało skierowanych na kursy chorążych 3 armii łącznie 23 oficerów, 16 podoficerów i 41 szeregowców. Ponadto z polowego dowództwa armii oraz pozostałych jednostek armii przeniesiono kolejnych 17 oficerów.
Oficerska Szkoła Piechoty nr 3 utworzona została w marcu 1945 roku w Tomaszowie Mazowieckim na bazie 3 Szkoły Oficerskiej Armii. W kwietniu szkoła otrzymała nowy etat, który przewidywał stan słuchaczy na 2000 podchorążych. Do końca wojny wypromowano w niej 151 oficerów.
Po wojnie, w maju 1945 roku, szkołę przeniesiono do Inowrocławia. Jej podstawowym zadaniem było doszkalanie młodych oficerów, którzy w okresie wojny ukończyli krótkoterminowe kursy oficerskie. Nowy pokojowy etat szkoły przewidywał 77 oficerów i 67 podoficerów kadry stałej oraz 500 oficerów – kursantów. Czas kształcenia wynosił 12 miesięcy.
W 1946 roku, na bazie rozformowanej Oficerskiej Szkoły Piechoty nr 3 w Inowrocławiu, sformowano Centrum Wyszkolenia Wojsk Ochrony Pogranicza.
W marcu 1947 roku podjęto decyzję o rozwiązaniu szkoły.

## Komendanci szkoły
- płk Zygmunt Cšadek
- Ostap Steca